# Землянки (Саратовская область)
Землянки — село в Базарно-Карабулакском районе Саратовской области в составе сельского поселения Яковлевское муниципальное образование.

## География
Находится на расстоянии примерно 33 километра по прямой на северо-северо-запад от районного центра посёлка Базарный Карабулак.

## История
Официальная дата основания 1720 год. Название Землянки (Землянка) было, очевидно, дано из-за того, что жители первое время жили в землянках. До отмены крепостного права крестьяне и земли принадлежали помещику Столыпину. В 1859 году в деревне насчитывалось 36 дворов и 280 жителей. Работал винокуренный завод.

## Население
Постоянное население составляло 70 человек в 2002 году (русские 73 %), 40 — в 2010.